# باشگاه فوتبال سولیهال مورس
باشگاه فوتبال سولیهال مورس (به انگلیسی: Solihull Moors Football Club) یک باشگاه فوتبال در شهر سولیهال، کشور انگلستان است که در سال ۲۰۰۷ میلادی تأسیس شده‌است.